# Alcoxid

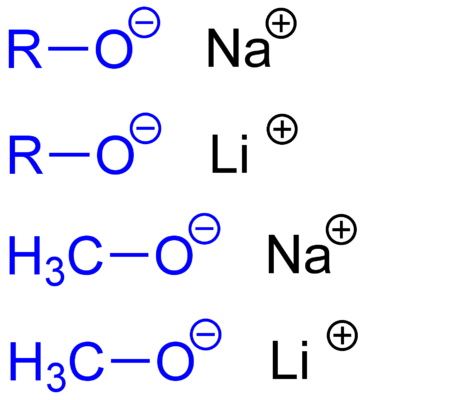
Alcooxizi

Alcoxizii (sau alcoolații) sunt compuși organici ionici ai alcoolilor cu metalele. Reprezentanți tipici sunt alcoxizii de sodiu (metoxid de sodiu, etoxid de sodiu) și de potasiu.
Alcoxizii se obțin în general prin reacția alcoolilor cu metale alcaline, dar poate fi folosită în schimb și hidrura de sodiu:
R-OH +  NaH →  R-O-Na+ + H2↑
2 R-OH + 2Na → 2R-O−Na++ H2↑
Formarea alcoxizilor poate rezulta și din reacția alcoolilor (metanol, etanol, propanol, etc) cu baze hidroxizi alcalini. De exemplu reacția generând metoxid de potasiu este o reacție reversibilă:
{\displaystyle {\ce {KOH + CH3OH <=>> CH3OK + H2O}}}